# Auxonne de Thiard de Bissy
Pour les articles homonymes, voir Famille de Thiard de Bissy, Thiard et Bissy.
Auxonne Marie Théodose de Thiard de Bissy, né le 3 mai 1772 au palais des Tuileries et mort le 28 juin 1852 à Paris, est un général de brigade de la Révolution et de l’Empire, diplomate et homme politique français.

## Biographie
Issu de la famille de Thiard et fils du comte Claude de Thiard de Bissy, il naît au Palais des Tuileries, où son père est gouverneur. À seize ans, il est sous-lieutenant au régiment du roi-infanterie. En 1791, il émigre et rejoint l'armée de Condé où il sert jusqu'en 1799. 
Rentré en France sous le Consulat, il devient conseiller général de Saône-et-Loire en 1802, puis président du canton de Pierre-de-Bresse en 1803, et est élu, la même année, candidat au Corps législatif par le collège électoral de Chalon-sur-Saône, mais ne fut pas choisi par le Sénat conservateur pour y siéger. 
Chambellan de Napoléon Ier, il est nommé ministre plénipotentiaire auprès du grand-duché de Bade en 1805. Thiard y conclut le 18 fructidor an XIII, un traité d'alliance offensive et défensive. Il est aide de camp de l’empereur pendant les campagnes de 1805 à 1807. Ministre plénipotentiaire en Saxe, il refuse à son retour le poste de premier ministre de la garde-robe, puis celui de ministre à Florence, et, préférant rester dans l'armée, il est attaché aide de camp du général de Lauriston, gouverneur de Raguse. 
Gouverneur de la ville de Dresde, des cercles de Minie et des haute et basse Lusace, et commandant des troupes bavaroises et wurtembergeoises en 1807, il tombe brutalement en disgrâce et le reste jusqu'en 1814. 
Lors de la première Restauration, il est promu maréchal de camp le 4 juin 1814, par Louis XVIII. Il est également fait chevalier de l'ordre de Saint-Louis, puis commandeur de la Légion d'honneur le 14 février 1815.

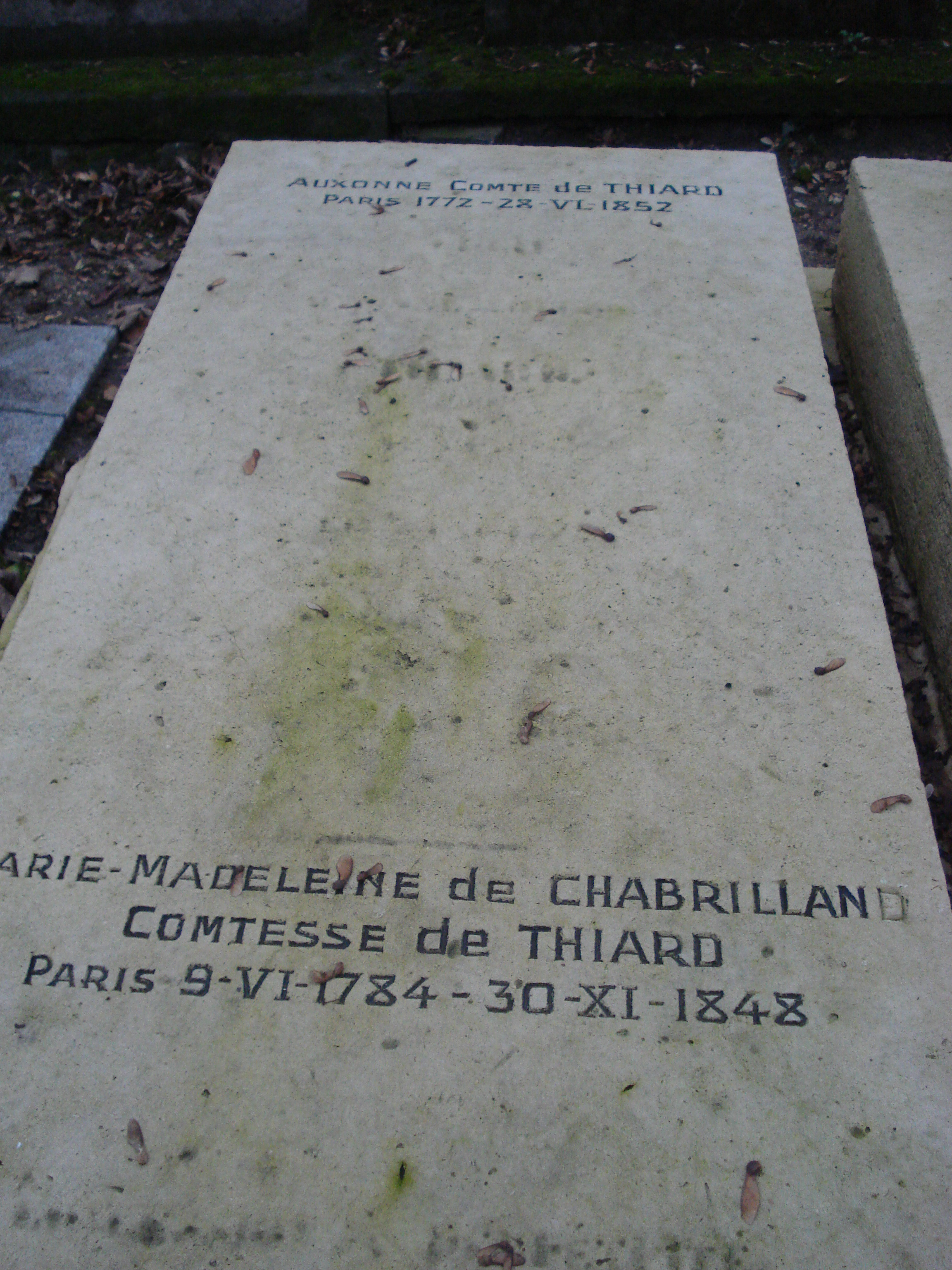
Tombe d'Auxonne de Thiard de Bissy au cimetière Montmartre

Il est élu député de Saône-et-Loire pendant les Cent-Jours, puis de 1820 à 1834 et de 1846 à 1848, et député des Côtes-du-Nord de 1837 à 1846. Sous la Restauration, il siège dans l'opposition libérale, votant l'adresse des 221 contre le gouvernement Polignac. Rapidement déçu par la monarchie de Juillet, il refusa la pairie et siégea dans l'opposition. 
Réélu député de Saône-et-Loire en avril 1848, il ne siège pas, préférant conserver son poste d'ambassadeur à Berne.
Gendre du général Jacques Henri de Moreton de Chabrillan, il est le beau-père du marquis d'Estampes et du marquis de Bouillé.
Il est inhumé au cimetière Montmartre avec son épouse Marie-Madeleine de Chabrillan (9 juin 1784 - 30 novembre 1848)

## Sources
- « Dictionnaire des parlementaires français de 1789 à 1889 (Adolphe Robert, Edgar Bourloton et Gaston Cougny) », sur gallica BNF (consulté le 5 janvier 2014)
- Pierre Jullien de Courcelles, Dictionnaire historique et biographique des généraux français : depuis le onzième siècle jusqu'en 1822, Tome 9, l’Auteur, 1823, 564 p. (lire en ligne), p. 265.
- « Auxonne-Marie-Théodose de Thiard de Bissy », roglo.eu